# Пікардійська мова
Пікардійська мова (picard) — місцева мова у Пікардії, історичному регіоні на півночі Франції. Нею розмовляють у французькому регіоні О-де-Франс, а також на заході романської Бельгії (точніше, у провінції Ено до межі Ребек — Бомон — Шиме).
У регіоні Пікардія її називають «пікар», водночас у Нор-Па-де-Кале поширеними є зневажливі назви «шті» ch'ti та «штімі» ch'timi (а «руші» rouchi в регіоні Валансьєн), навіть у розмовах між собою. Серед мовознавців є прийнятною тільки назва «пікардійська». Якою б назвою не послуговувалися для означення цієї патви, «пікардійська» чи «шті», вони позначають ту саму мову та її взаємнозрозумілі говірки в О-де-Франс і Бельгії.

## Визнання
Французька громада Бельгії офіційно визнає пікардійську мову регіональною на рівних правах з валлонською, ґуме, шампанською і франсицькою (постанова від 24 грудня 1990).
Це цілком відрізняється від статусу мов у Франції, яка згідно з Конституцією дотримується принципу мовної єдності, визнаючи французьку мову єдиною офіційною. Та деякі офіційні повідомлення все ж визнають пікардійську мову осібною, окремою від французької.
Можна процитувати витяг з доповіді професора Бернарда Серквіґліні, директора Національного інституту французької мови при міністерстві національної освіти щодо мов Франції (квітень 1999):
«Розрив між французькою та оїльськими говірками, які більше не розглядають як французькі діалекти, не спинився; франко-комтва, валлонська, пікардійська, нормандська, ґалло, пватевін-сентонґейська, бурґундсько-морвандська, лотаринзька повинні бути регіональними мовами Франції, і відповідно внесені до переліку регіональних мов Франції як „оїльські мови“.»

## Походження
Пікардійська мова належить до родини мов ойль галло-романської підгрупи романської групи мов і походить від народної латини, якою розмовляли в Північній Галлії. Знаходячись на периферії романського світу, пікардійська мова всотала в себе більше германського впливу, аніж літературна французька, та вона все ж є менш германізована, ніж сусідня романська валлонська мова і вона є місток між валлонською та нормандською мовами — між північними мовами ойль з вираженим германським впливом. Існує гіпотеза, що пікардійська мова виникла як продукт вторинної романізації франків, які оселилися на Північному Сході Суасонської області(басейн річки Сомми й суміжні території) за часів переходу від античності до Раннього Середньовіччя. Оскільки франки займали вищі соціальні позиції у Франкській державі, ніж автохтонні галло-римляни, престиж латинської мови цього регіону як офіційної мови та мови Церкви був також вищий, бо саме її в першу чергу опановували освічені германці. Хоча германці склали суттєву частку населення регіону, але вона все ж не досягла критичної межі, вище якої стає можлива асиміляція автохтонного населення, тому місцеві германці, на відміну від германців сусідньої Фландрії, навпаки, врешті-решт асимілювалися місцевим галло-романським населенням. За часів Середньовіччя, до встановлення літературної французької мови на основі діалекту Парижа, пікардійська мова мала власну літературну форму, була популярною й мала значний престиж на Півночі Франції. Середньовічні літописці вказували, що престиж пікардійської мови був настільки високий, що панування цієї мови починалося «біля північних брам Парижа».

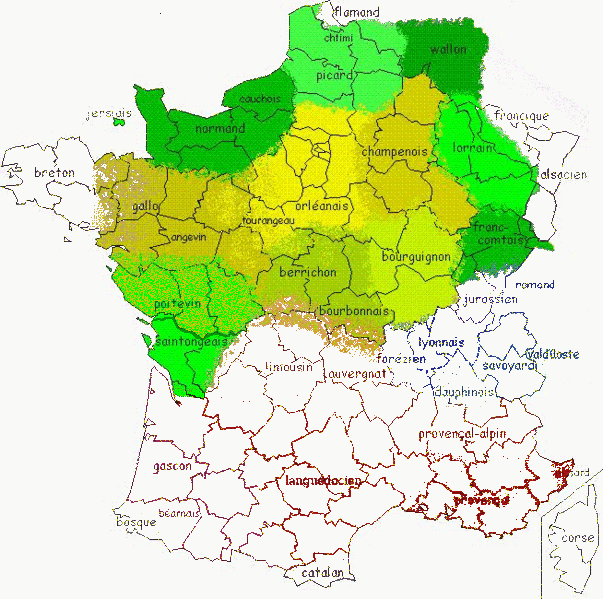
Оїльські мови.

Перше документальне свідчення про існування пікардійської мови зафіксоване наприкінці IX сторіччя твором Секвенція про святу Євлалію. Цей твір написаний саме старопікардійською мовою.

## Особливості пікардійської мови
Пікардійська мова фонетично відрізняється від центральних ойльських мов, які перетворилися на сучасну французьку мову. Серед найбільш значних рис, що відрізняють пікардійську мову, є менша міра палаталізації в порівнянні з іншими ойльськими мовами. Характерні архаїчні риси пікардійської в порівнянні з французькою, це є збереження латинських приголосних звуків [k] і [g] перед а:
- пік. keval ~ старофранц. cheval (вимовлялося як чеваль), від вульг. *kábal з лат. cáballus) : /k/ зберігається перед звуками /a/ і /ɔ/;
- пік. gambe ~ старофранц. jambe (вимовлялося як d͡ʒambe), від вульг. *gámbe (з лат. gámba) : /g/ зберігається перед звуками /a/ і /ɔ/ ;
- пік. kief ~ старофранц. chef, від *káf (латина: cáput «голова», «глава»);
- пік. cherf (вимовлялося як t͡ʃerf) ~ старофранц. cerf (вимовлялося як t͡serf), від *kárf (латина: cérvus): проста асиміляція в пікардійській мові за подобою італійської.
- пік. cachier (вимовлялося як cat͡ʃier) ~ старофранц. chacier (вимовлялося як t͡ʃat͡sier, з якого розвинулось сучасне фр. chasser, «полювати», «переслідувати»; сучасне ісп. «cachar» «ловити»).

Ефекти палаталізації можуть бути підведені у підсумку, як:
- /k/ й (ударне) /y/, /i/ чи /e/: пікардійське /tʃ/ (пишеться ch) ~ давньофранцузьке /ts/ (пишеться c)
- /k/ й /ɡ/ + ударне /a/ чи /ɔ/: пікардійське /k/ і /ɡ/ ~ давньофранцузьке /tʃ/ й /dʒ/.

Через близькість Парижу до найпівнічніших регіонів Франції, французька (тобто, мова, якою розмовляють в Парижі та поблизу нього) істотно вплинула на пікардійську і навпаки. Через близькість між пікардійською й французькою перша не завжди визнавалася як мова, на відміну від «спотвореної французької», як вона частіше вважається.

## Лексика
Більшість слів пікардійської мови походять від народної латини.
Порівняння пікардійської мови з французькою:
| Українська                                     | Пікардійська                                                     | Французька                                                |
| ---------------------------------------------- | ---------------------------------------------------------------- | --------------------------------------------------------- |
| Привіт!                                        | Bojour! або Bojour mes gins! (літ.) чи Salut ti z'aute!(розмов.) | Bonjour (букв.: Bonjour mes gens! або Salut vous autres!) |
| Добрий вечір!                                  | Bonsoèr!                                                         | Bonsoir                                                   |
| На добраніч!                                   | La boinne nuit!                                                  | Bonne nuit!                                               |
| До побачення!                                  | À l'arvoïure! або À t'ervir!                                     | Au revoir!                                                |
| Гарного дня!                                   | Eune boinne jornée!                                              | Bonne journée!                                            |
| Будь ласка                                     | Sins vos komander (літ.) або Sins t' komander (розмов.)          | S'il vous plaît (літ.: sans vous commander)               |
| Дякую                                          | Merchi                                                           | Merci                                                     |
| Вибачте                                        | Pardon або Échtchusez-mi                                         | Pardon або Excusez-moi                                    |
| Як Вас звати?                                  | Kmint qu'os vos aplez?                                           | Comment vous appelez-vous?                                |
| Скільки?                                       | Combin qu'cha coûte?                                             | Combien ça coute?                                         |
| Я не розумію.                                  | Éj n'comprinds poin.                                             | Je ne comprends pas.                                      |
| Так, я розумію.                                | Oui, j' comprinds.                                               | Oui, je comprends.                                        |
| Допоможіть!                                    | À la rescousse!                                                  | À l'aide! (букв.: À la rescousse!)                        |
| Чи можете Ви мені допомогти, будь ласка?       | Povez-vos m'aider, sins vos komander?                            | Pouvez-vous m'aider, s'il vous plaît?                     |
| Де є туалети?                                  | D'ousqu'il est ech tchioér?                                      | Où sont les toillettes? (Жаргон: Où sont les chiottes?)   |
| Я не розмовляю пікардійською                   | Éj n'pérle poin picard.                                          | Je ne parle pas picard.                                   |
| Я не знаю.                                     | Éj n'sais mie.                                                   | Je ne sais pas. (букв.: Je ne sais mie.)                  |
| Я знаю.                                        | Éj sais.                                                         | Je sais.                                                  |
| Я хочу пити.                                   | J'ai soé.(буквально «В мене спрага»).                            | J'ai soif.                                                |
| Я є голодний.                                  | J'ai fan.(буквально «Я маю голод»).                              | J'ai faim.                                                |
| Як справи?/Як йдуть справи?/Як справи взагалі? | Comint qu'i va?(букв.) або Cha va t'i?                           | Comment vas-tu? чи Ça va?                                 |
| Зі мною все добре.                             | Cha va fin bien.                                                 | Ça va bien.                                               |
| Цукор                                          | Chuque                                                           | Sucre                                                     |
| Плаксій                                        | Brayou                                                           | Pleurnicheur (букв.: brailleur)                           |
| Ви розмовляєте українською?                    | Parlez-vos ukranné?                                              | Parlez-vous ukrainien?                                    |

Числівники
Кількісні числівники в пікардійській мові від 1 до 20:
- Один: un (ч) / eune (ж)
- Два: deus
- Три: troés
- Чотири: quate
- П'ять: chonc
- Шість: sis
- Сім: sèt
- Вісім: uit
- Дев'ять: neu
- Десять: dis
- Одинадцять: onze
- Дванадцять: dousse
- Тринадцять: trèsse
- Чотирнадцять: quatore
- П'ятнадцять: tchinse
- Шістнадцять: sèse
- Сімнадцять: dis-sèt
- Вісімнадцять: dis-uit
- Дев'ятнадцять: dis-neu
- Двадцять: vint

Германський(давньофранкський) вплив у пікардійській мові порівняно з французькою виражений більше: він позначився на власних іменах: Alekchinte(Олександр), Guss(Август) та деяких інших, а також в запозиченій лексиці германського походження.

Article premier de la Déclaration des Droits de l'Homme
(Декларація прав людини пікардійською)

Tous chés ètes humains is sont nés libes et égals in dignité et pi in drouots. Is sont dotés ed raison et d' conschienche et pi is doétte agir les uns invèrs les eutes din un ésprit ed fratérnité.

## Використання

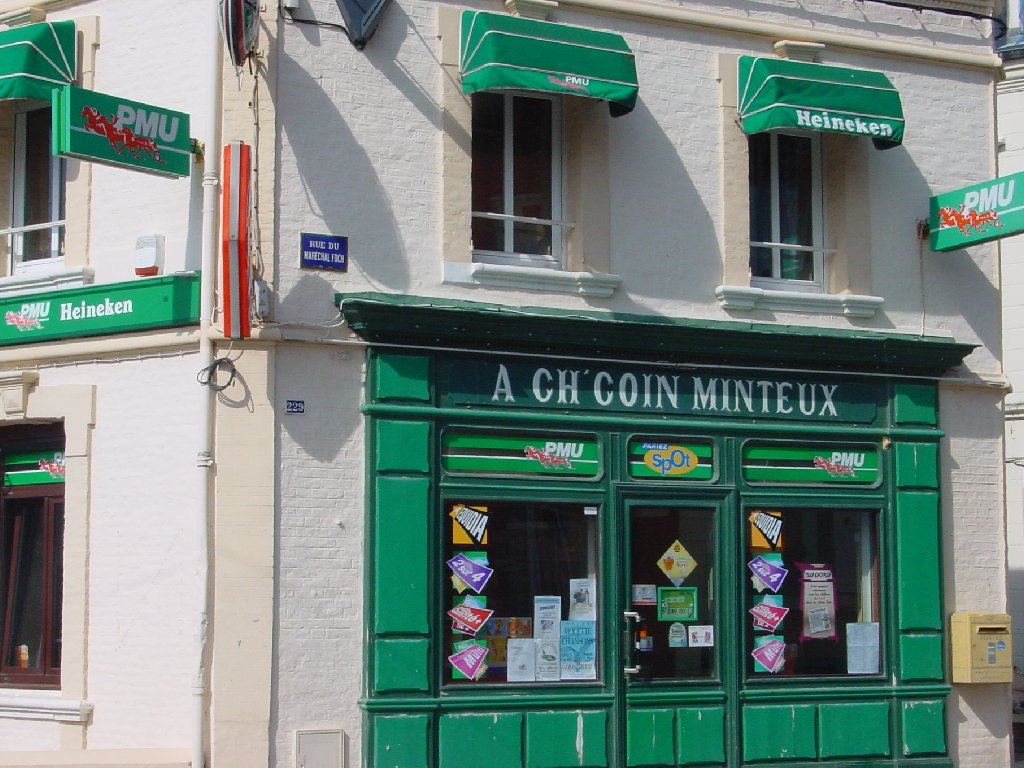

Пікардійська мова не вивчається у школах (за винятком деяких окремих неофіційних ініціатив). За даними істориків, зокрема й через обов'язкову республіканську шкільну освіту пікардійські одномовці зникли протягом 20 століття.
Тим не менш, мова є предметом вивчення й дослідження в університетах Лілля та Ам'єна. З мінливістю населення й проникненням французької мови через ЗМІ пікардійські говірки дедалі вподібнюються. У повсякденні пікардійська мова дедалі частіше губить свою унікальність, збігаючись до франко-пікардійського суржику. Окрім того, за нашого часу, коли більшість мешканців О-де-Франс досі розуміють пікардійську, дедалі менше здатні нею розмовляти, тож і кількість осіб, для яких вона є рідною, дедалі спадає.
Одначе, пікардійською розмовляють що у селах, що й у містах, її становище далеке від зникнення, запорукою чого є життя фольклору у повсякденні цього регіону.

## Походження слова шті
Слово «шті» ch'ti або «штімі» ch'ti mi з'явилося в роки Першої світової війни. Солдати, які походили не з Пікардійщини, охрестили так своїх товаришів з О-де-Франс. Це слово виникло з діалогу: «Ch'est ti? — Ch'est mi» (Чи це ти? — Це я.) Оскільки в пікардійській мові є звичним вимовляти [ш] на місці французького [c].